# Men in Black II
Men in Black II (ook bekend als MIIB) is een Amerikaanse komische sciencefiction- en actiefilm uit 2002, met in de hoofdrollen Tommy Lee Jones en Will Smith. Andere acteurs die meedoen zijn Lara Flynn Boyle, Johnny Knoxville, Rosario Dawson en Rip Torn. Ook figureert Michael Jackson in de film. Het is het vervolg op de film Men in Black, en net als die film gebaseerd op de stripboekenserie The Men in Black van Lowell Cunningham. De film kreeg een vervolg in 2012 met Men in Black III.

## Verhaal
Vijf jaar zijn verstreken sinds agenten J en K voorkwamen dat de aarde werd vernietigd in de strijd om de Melkweg. Agent K is nu met pensioen. Zijn geheugen is gewist en hij weet derhalve niets van zijn oude leven als MIB-agent. Agent J is nog altijd lid van de MIB.
Terwijl hij een schijnbare routinemisdaad onderzoekt, ontdekt J een duivels plan van de alien Serleena, een kwaadaardige Kylothian die op zoek is naar 'het licht'. Hij belandt in een race tegen de klok om dit licht te vinden. Serleena gijzelt het hele MIB-hoofdkwartier, waardoor J er alleen voor staat. Hij besluit agent K weer in dienst te nemen, daar hij de enige is met genoeg ervaring om Serleena te stoppen. Via een machine kan hij de geheugenwissing terugdraaien.
Een groot deel van de plot bestaat uit het achterhalen van Serleena’s plan via aanwijzingen die K voor zichzelf had achtergelaten, omdat hij wist dat ooit zijn geheugen zou worden gewist. Het blijkt dat 'het licht' een semigoddelijk wezen is, dat jaren terug zich schuil hield op aarde, maar weer de ruimte in werd gestuurd door K. In werkelijkheid is ze nog wel op aarde, in de gedaante van de vrouw Laura. Laura weet hier niets van. K weet dat Laura spoedig terug moet keren naar haar thuiswereld Zartha om deze te redden. Serleena wil dit voorkomen.
In de climax vernietigen K en J Serleena en wordt Laura naar Zartha gestuurd. K komt weer in volledige dienst.

## Rolverdeling
| Acteur            | Personage                      | Opmerkingen |
| ----------------- | ------------------------------ | ----------- |
| Will Smith        | James D. Edwards III / Agent J |             |
| Tommy Lee Jones   | Agent K                        |             |
| Rip Torn          | Chief Zed                      |             |
| Lara Flynn Boyle  | Serleena                       |             |
| Johnny Knoxville  | Scrad & Charlie                |             |
| Rosario Dawson    | Laura Vasquez                  |             |
| Tony Shalhoub     | Jack Jeebs                     |             |
| Patrick Warburton | Agent T                        |             |
| Jack Kehler       | Ben                            |             |
| David Cross       | Newton                         |             |
| Michael Jackson   | Agent M                        |             |
| Tim Blaney        | Frank the Pug                  | stem        |
| Doug Jones        | Joey                           |             |

## Achtergrond

### Opbrengsten
Na het succes van de eerste Men in Black-film was ook het vervolg een commercieel succes. Toch deed de film het minder dan zijn voorganger. Hij bracht in het weekend van de première 52.148.751 dollar op. In de V.S. bracht de film in totaal 190.418.803 dollar op, en wereldwijd 441.818.803 dollar.

### Vervolg
In 2005 waren er plannen voor een Men in Black III. Sony zou aan het onderhandelen zijn met regisseur Michael Bay voor deze film, maar nadien is er niets meer over gehoord. Will Smith heeft aangegeven wel geïnteresseerd te zijn in een derde Men in Black-film. De derde film kwam in 2012 uit.

## Prijzen en nominaties
Men in Black II werd genomineerd voor 10 prijzen, waarvan hij er 2 won.
2002:
- Twee Teen Choiche Awards
  - Film - Choice Actor, Drama/Action Adventure (Will Smith)
  - Film - Choice Movie, Drama/Action Adventure

2003:
- De Saturn Award voor beste sciencefictionfilm
- De BMI Film Music Award - gewonnen
- De Bogey Award in Platin - gewonnen
- De Blimp Award voor favoriete filmacteur (Will Smith)
- De PFCS Award voor beste make-up
- De Golden Raspberry Award voor slechtste vrouwelijke bijrol (Lara Flynn Boyle)
- Twee VES Awards:
  - Best Performance by an Actor in an Effects Film (Will Smith)
  - Best Visual Effects in an Effects Driven Motion Picture